# Alexis-Armand Charost

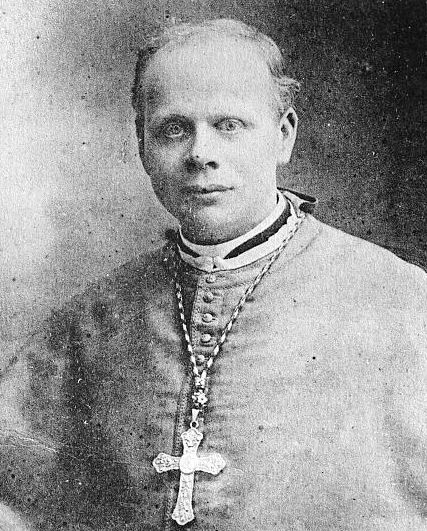
Alexis-Armand Charost als Bischof

Kardinalswappen von Alexis-Armand Charost

Alexis-Armand Charost (* 14. November 1860 in Le Mans, Frankreich; † 7. November 1930 in Rennes) war Erzbischof von Rennes.

## Leben

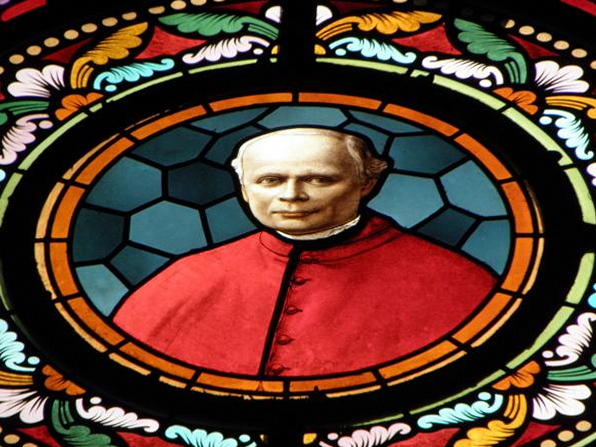
Kardinal Charost (Fensterbild, Kathedrale von Rennes)

Alexis-Armand Charost studierte in Le Mans, Rom und Angers die Fächer Katholische Theologie und Philosophie. Er empfing am 19. Mai 1883 das Sakrament der Priesterweihe und unterrichtete anschließend als Lehrer an einer katholischen Schule. Von 1892 bis 1894 leitete er als Direktor ein katholisches Internat, von 1894 bis 1899 war er persönlicher Sekretär des Erzbischofs von Rennes. In den Jahren 1909 bis 1913 leitete er als Generalvikar die Administration des Erzbistums Rennes.
Am 14. Februar 1913 ernannte ihn Papst Pius X. zum Titularbischof von Miletopolis und zum Weihbischof in Cambrai mit der Zuständigkeit eines Generalvikars für das Bistum Lille. Die Bischofsweihe spendete ihm am 13. Mai 1913 in der Kathedrale von Rennes Auguste-René Dubourg, Erzbischof von Rennes, Mitkonsekratoren waren François Delamaire, Erzbischof von Cambrai, und Olivier de Durfort, Bischof von Langres. Sein bischöflicher Wahlspruch lautete: Per ipsam, cum ipsa, in ipsa („Durch ihn und mit ihm und in ihm“). Noch im gleichen Jahr wurde Alexis-Armand Charost erster Bischof von Lille. 1920 ernannte ihn Papst Benedikt XV. zum Titularerzbischof von Chersonesus in Zechia und Koadjutorerzbischof des Erzbistums Rennes, dessen Leitung er im Jahre 1921 übernahm. Papst Pius XI. nahm ihn am 11. Dezember 1922 als Kardinalpriester mit der Titelkirche Santa Maria della Vittoria in das Kardinalskollegium auf.
Alexis-Armand Charost starb am 7. November 1930 in Rennes und wurde in der dortigen Basilika beigesetzt.